# Dame Gruew
Dame Gruew (ur. 19 stycznia 1871 w Smiłewie, zm. 10 grudnia 1906 w okolicy Małeszewa) – jeden z twórców Wewnętrznej Macedońskiej Organizacji Rewolucyjnej.

## Życiorys
W 1892, będąc studentem uniwersytetu w Sofii, założył tajne kółko studenckie, które zamierzał przekształcić w zbrojną organizację walczącą o niepodległość Macedonii. Jego działalność wyszła na jaw i stała się przyczyną usunięcia go z uczelni. W związku z tym Grujew udał się do Bitoli, gdzie pozyskiwał zwolenników dla swoich idei wśród nauczycieli. W 1893 brał udział w założeniu Wewnętrznej Macedońskiej Organizacji Rewolucyjnej. W ocenie Pawła Olszewskiego i Ireny Stawowy-Kawki była to macedońska organizacja niepodległościowa o jasnym programie politycznym, chociaż w literaturze spotyka się też twierdzenia, że celem WMRO była bułgaryzacja Macedonii. Diana Mishkova wskazuje, że sam Grujew opowiadał się za współpracą macedońsko-bułgarską w walce z Turkami.

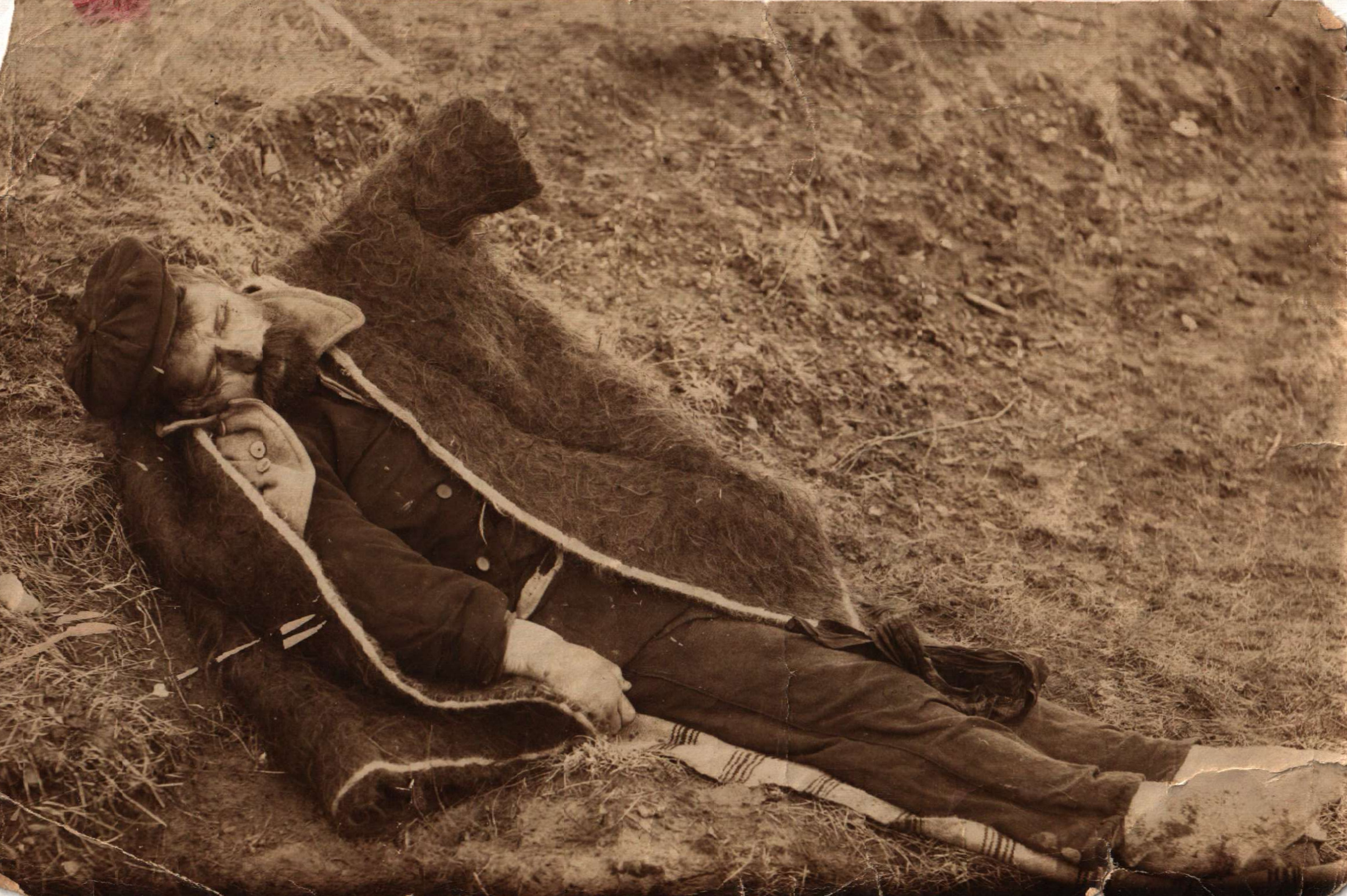
Martwe ciało Dame Grueva

W 1894 Grujew wszedł w skład Centralnego Macedońskiego Komitetu Rewolucyjnego, głównego organu WMRO, jako jego sekretarz. Przyczynił się również do powstania terenowych struktur organizacji w zachodniej Macedonii. W 1900 udał się do Bitoli, gdzie miał stać na ich czele, został jednak szybko aresztowany i zesłany do Podrum Kale. Stale utrzymywał jednak kontakty z organizacją w Bitoli, zaś w 1903 wrócił do Salonik i tam spotkał się z Goce Dełczewem i innymi przywódcami WMRO, w celu ustalenia terminu powstania zbrojnego. Początkowo wyznaczono maj 1903 jako moment wystąpienia, jednak gorszy od przewidywanego stan przygotowań w terenie skłonił kierownictwo organizacji do jego odwołania. 17 kwietnia 1903 w Bitoli Dame Gruew, Borys Sarafow i Anastas Łozanczew ogłosili powstanie sztabu głównego powstania i opublikowali jego manifest, z żądaniem autonomii Macedonii w ramach państwa tureckiego.
Po klęsce powstania ilindeńskiego w sierpniu 1903 Gruew zaangażował się w przygotowania do nowej insurekcji. W maju 1904 powołał kongres prilepski podległy bitolskiemu okręgowi WMRO, latem 1905 mianowano go dowódcą okręgu Skopje.
W 1905 Gruew przewodniczył kongresowi WMRO, który miał przezwyciężyć wewnętrzne różnice między konserwatywnym a lewicowym skrzydłem organizacji. Odbył się on w Monasterze Rylskim i nie zakończył wewnętrznych sporów w organizacji. Jedną z podjętych decyzji był wybór Komitetu Centralnego, którego członkiem został m.in. Grujew.
W drodze powrotnej do Salonik Grujew ze swoim oddziałem został otoczony przez siły tureckie i zginął w walce.